# Règim demogràfic modern
El règim demogràfic modern és la fase actual de l'evolució demogràfica dels països desenvolupats, caracteritzada per l'existència de taxes de natalitat i mortalitat molt baixes, cosa que provoca l'envelliment progressiu de la població i, en alguns països, una disminució de la població total.